# Вовчківська волость (Лубенський повіт)
Вовчківська волость — історична адміністративно-територіальна одиниця Лубенського повіту Полтавської губернії з центром у селі Вовчик.
Станом на 1885 рік складалася з 9 поселень, 11 сільських громад. Населення — 6114 осіб (3047 чоловічої статі та 3067 — жіночої), 1063 дворових господарств.
|                     | Площа, десятин | У тому числі орної, дес. |
| ------------------- | -------------- | ------------------------ |
| Сільських громад    | 7568           | 5263                     |
| Приватної власності | 5979           | 3737                     |
| Казенної власності  | 74             | —                        |
| Іншої власності     | 233            | 121                      |
| Загалом             | 13854          | 9121                     |

Основні поселення волості:
- Вовчик — колишнє державне та власницьке село при річці Сула за 17 версти від повітового міста, 1520 осіб, 309 дворових господарств, православна церква, школа, 2 постоялих будинки, 20 вітряних млинів.
- Березоточа — колишнє державне та власницьке село при річці Сула, 1905 осіб, 367 дворових господарств, православна церква, школа, 4 постоялих будинки, винокурний завод, 28 вітряних млинів, 3 ярмарки на рік.
- Литвяки — колишнє державне та власницьке село при річці Сула, 2050 осіб, 336 дворових господарств, православна церква, школа, 2 постоялих будинки, базари, 23 вітряних млини, 3 ярмарки на рік.

Старшинами волості були:
- 1900—1906 роках козак Федір Іларіонович Яковлев[2],[3],[4],[5];
- 1907-1913 роках козак Козьма Павлович Ярош[6],[7];
- 1915-1913 роках Павло Іващенко[8],[9].